# Hartwig & Vogel

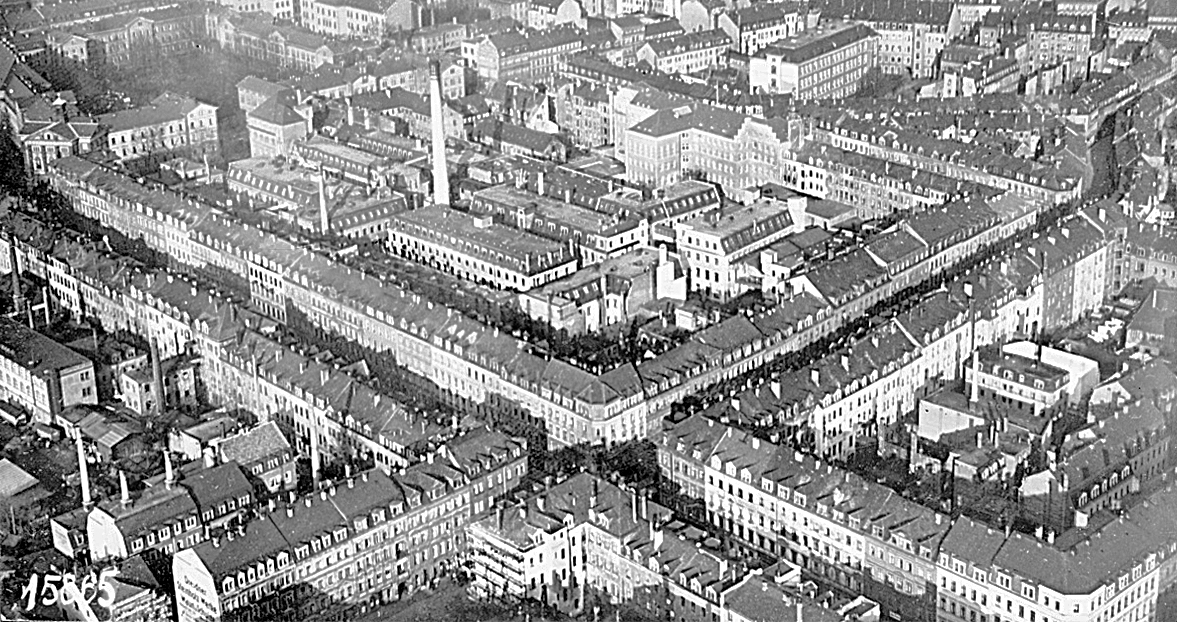
Schokoladenfabrik Hartwig & Vogel in Dresden, Freiberger Str.

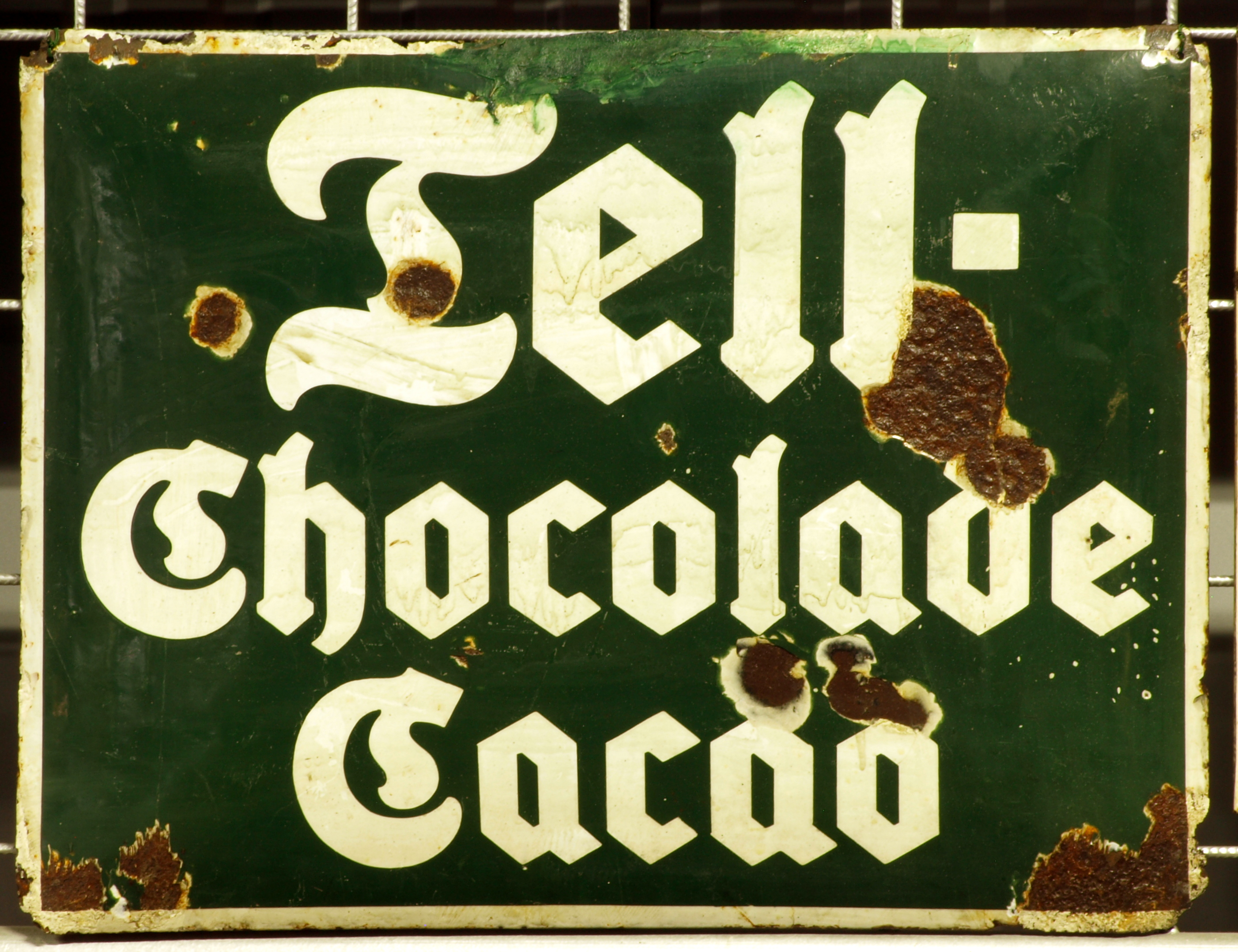
Tell-Werbe-Schild

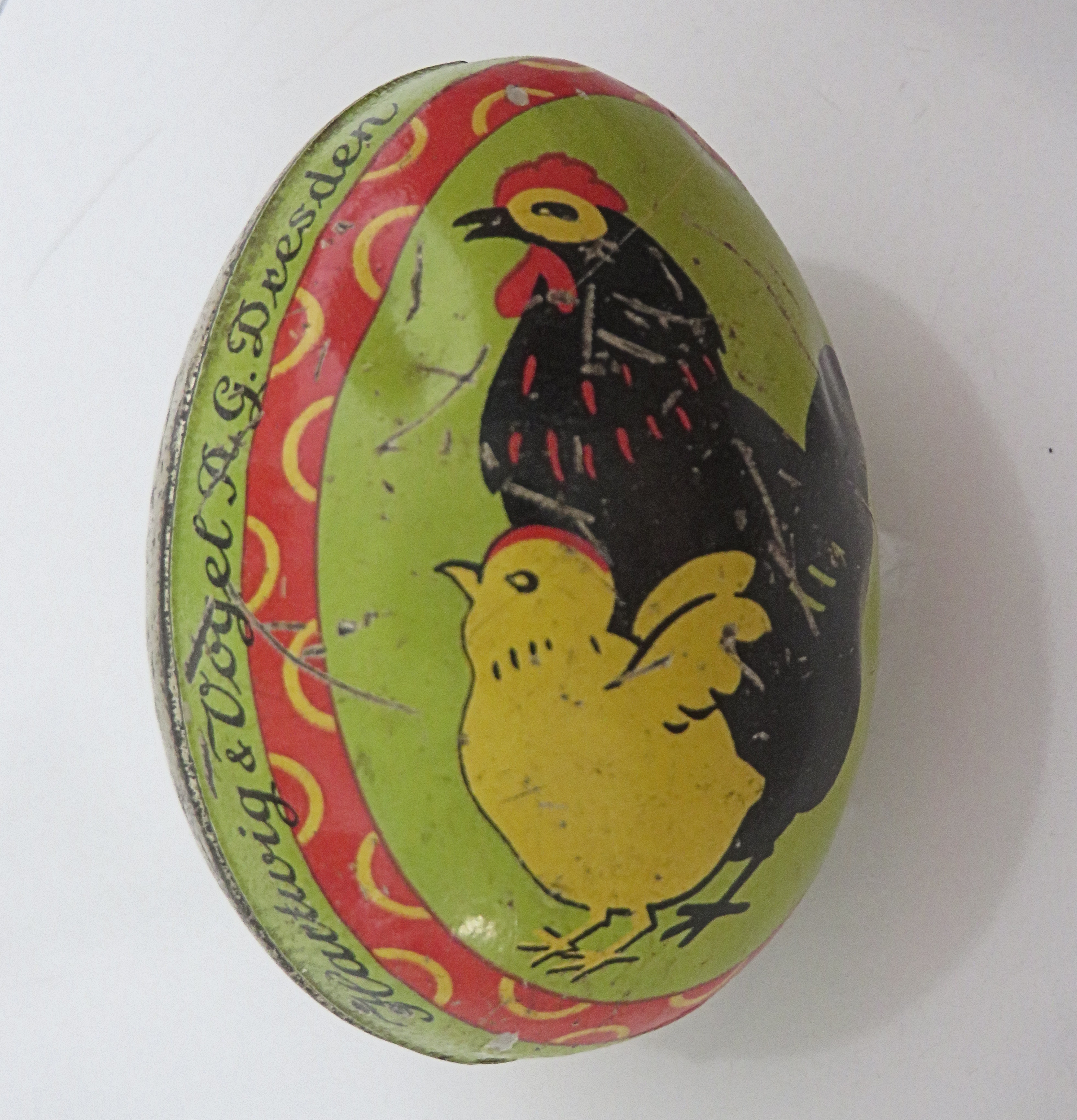
Blechei aus einem Verkaufsautomaten für Schokolade (vermutlich um 1940)

Aktie über 1000 RM der Hartwig & Vogel AG vom August 1942

Hartwig & Vogel (kurz Tell) war ein Unternehmen, das von 1870 bis 1948 in Dresden Süßwaren wie Schokolade, Kakao, Konfitüren und Bonbons herstellte. Die Produkte wurden in Anlehnung an Wilhelm Tell unter Tell-Chocolade Cacao vermarktet. Das berühmteste Produkt ist der Tell-Apfel (1960 bis 1969 auch Schokoapfel genannt). Weitere Marken waren Silva und Diana.

## Firmengeschichte bis 1900

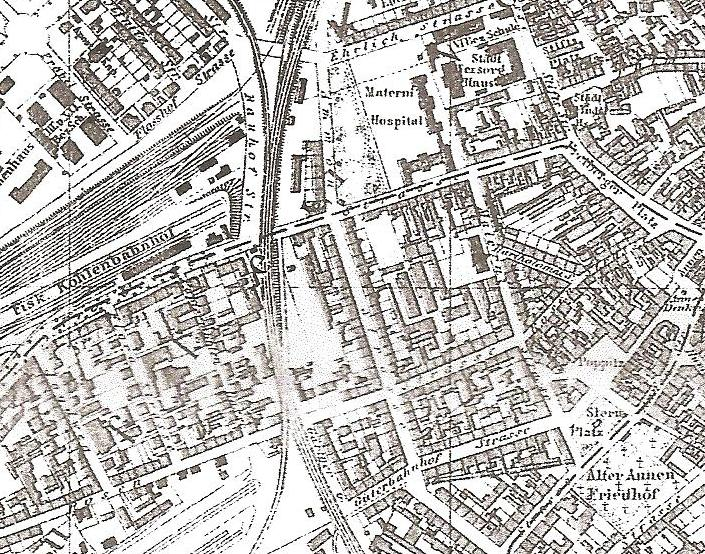
Betriebsgelände an der Ammonstr./Freiberger Str. und Rosenstraße im Jahr 1898

Hartwig & Vogel ging aus der Zuckerwarenfabrik Friedrich Hartwig auf der Dresdner Rosenstraße hervor. In der Rosenstraße Nr. 32 begann 1870 der Aufstieg der „Cacao-, Chocoladen-, Confecturen-, Marzipan- und Waffelfabriken“ Hartwig & Vogel, als Heinrich Vogel (1844–1911) in die Conditoreiwaren-Fabrik F. Hartwig seines Onkels Friedrich Johann Christoph Hartwig eintrat. Bereits 1871 verarbeitete die Firma Kakao und Zucker für 300.000 Mark und hatte 100 Mitarbeiter. Im Jahr 1873 waren es 150 Beschäftigte und dann 1893 etwa 1200 Mitarbeiter in den Fabriken Dresden und Bodenbach (seit 1945 Děčín).

## Verkaufsautomaten
1887 wurde von Hartwig & Vogel die Aktiengesellschaft für automatischen Verkauf in Dresden gegründet. Die Verkaufsautomaten hatten Schilder „Eigentum der Hartwig & Vogel AG Abteilung Automaten Dresden“.

## Zerlegbare Tell-Gegenstände

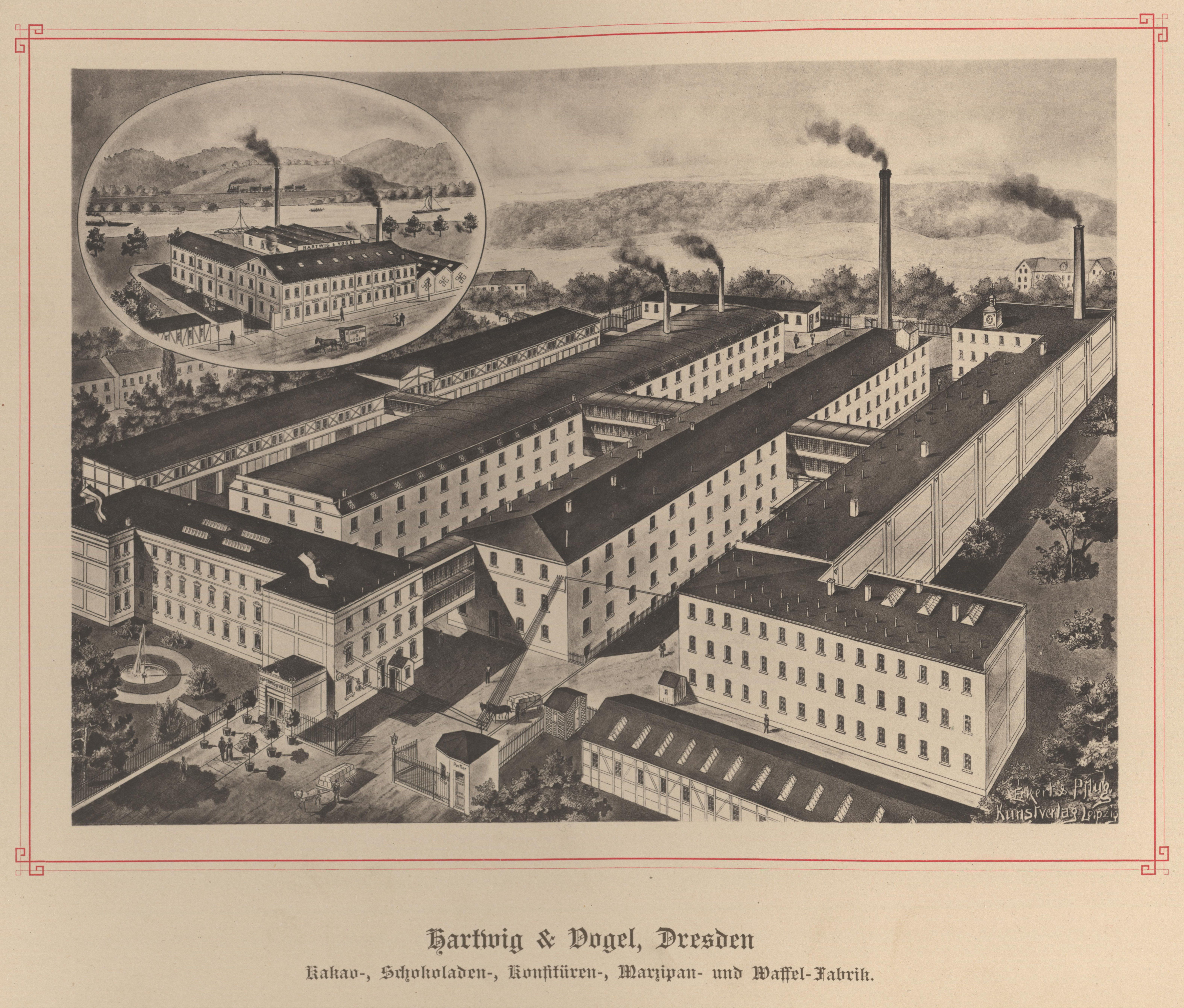
Gelände der Hartwig & Vogel AG in Dresden-A, Freiberger Str. und Bodenbach um 1893

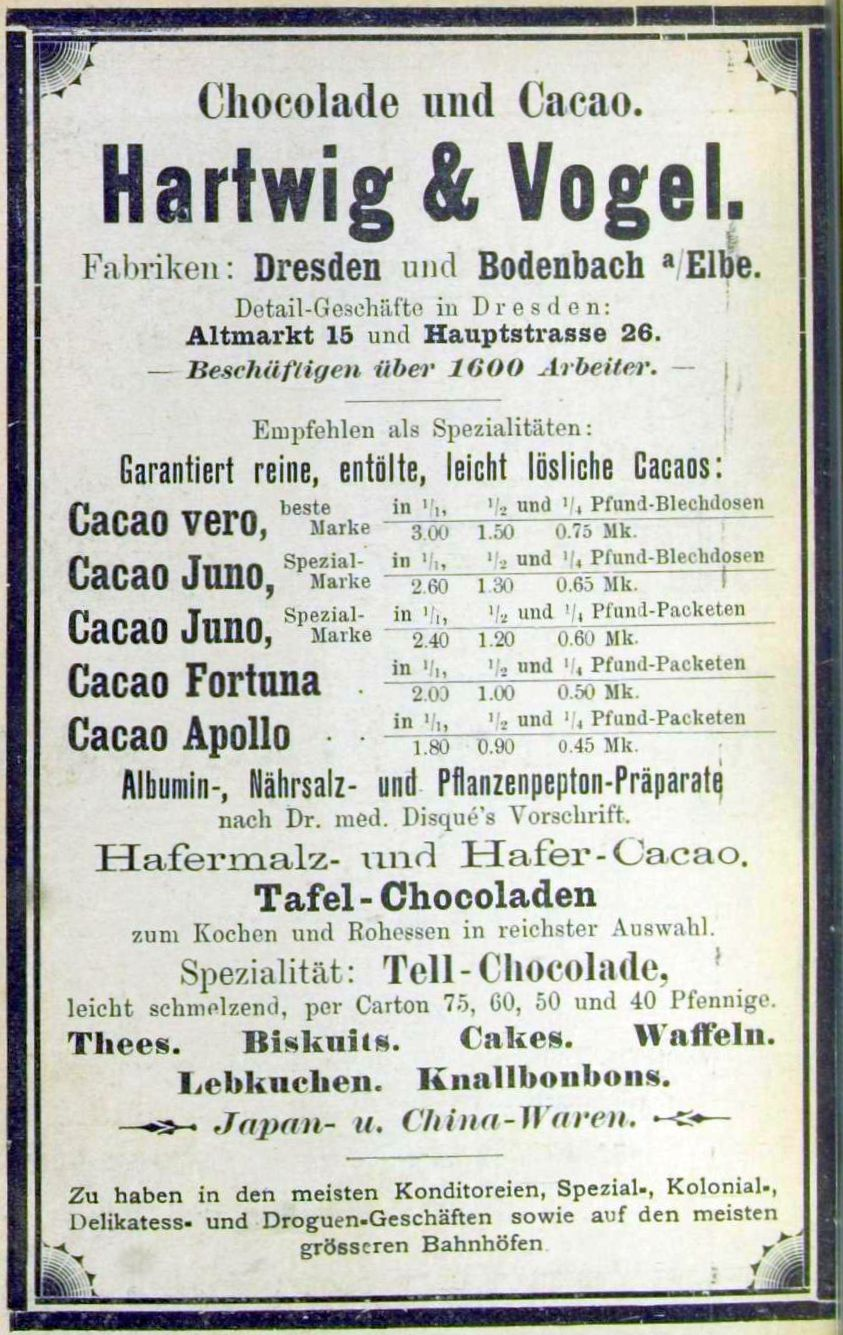
Anzeige um 1900

1928 hatte Hartwig & Vogel 21 zerlegbare Tell-Gegenstände im Sortiment. Das waren Vögel, Bären, Marienkäfer, Riesen-Erdbeeren, Mini-Ananas, Flaschen nach Vorbild von Odol, Autos und der Apfel.

Sammelkarten
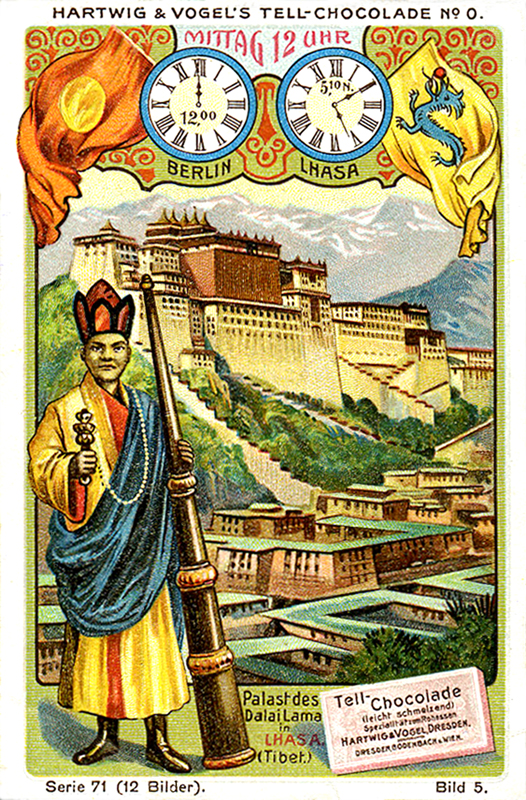
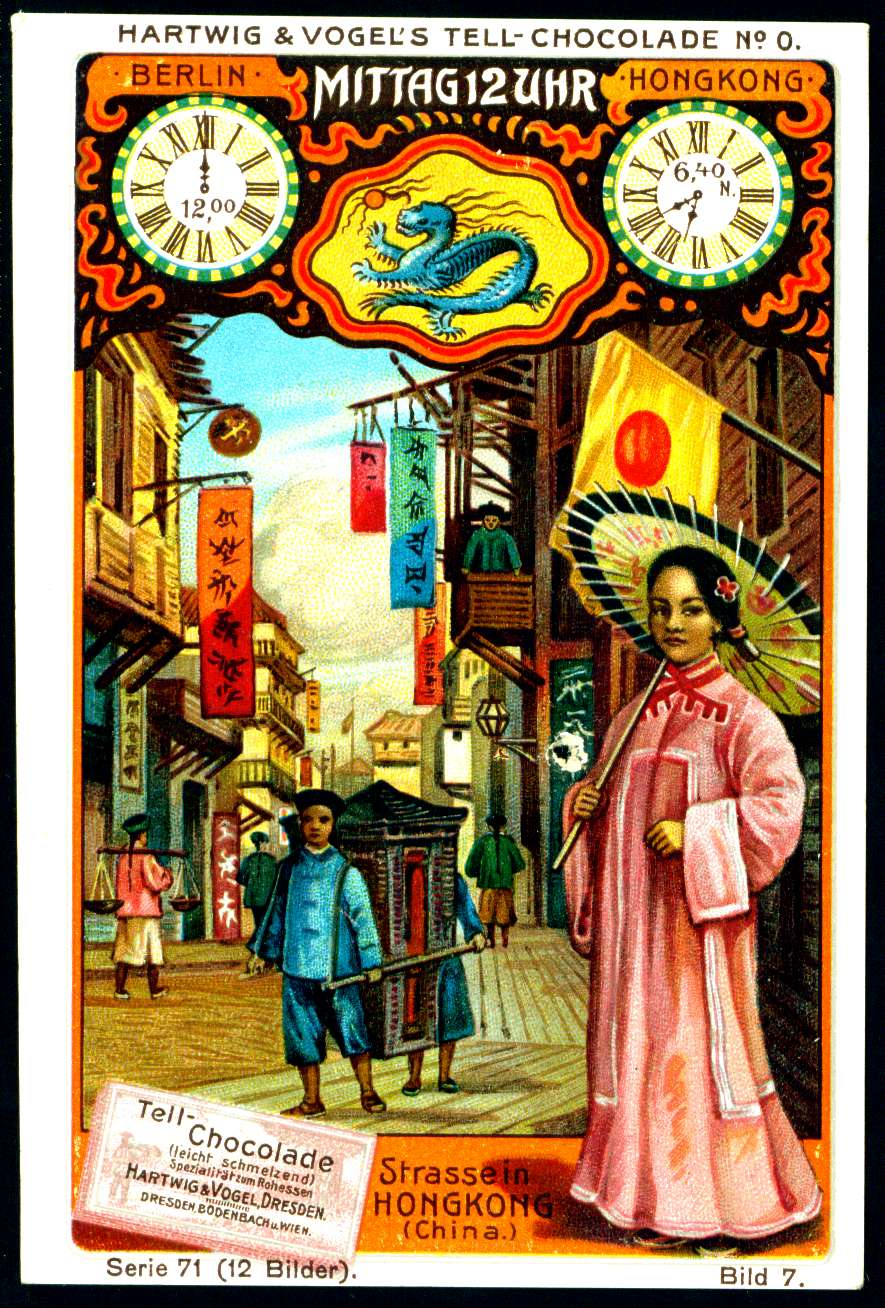
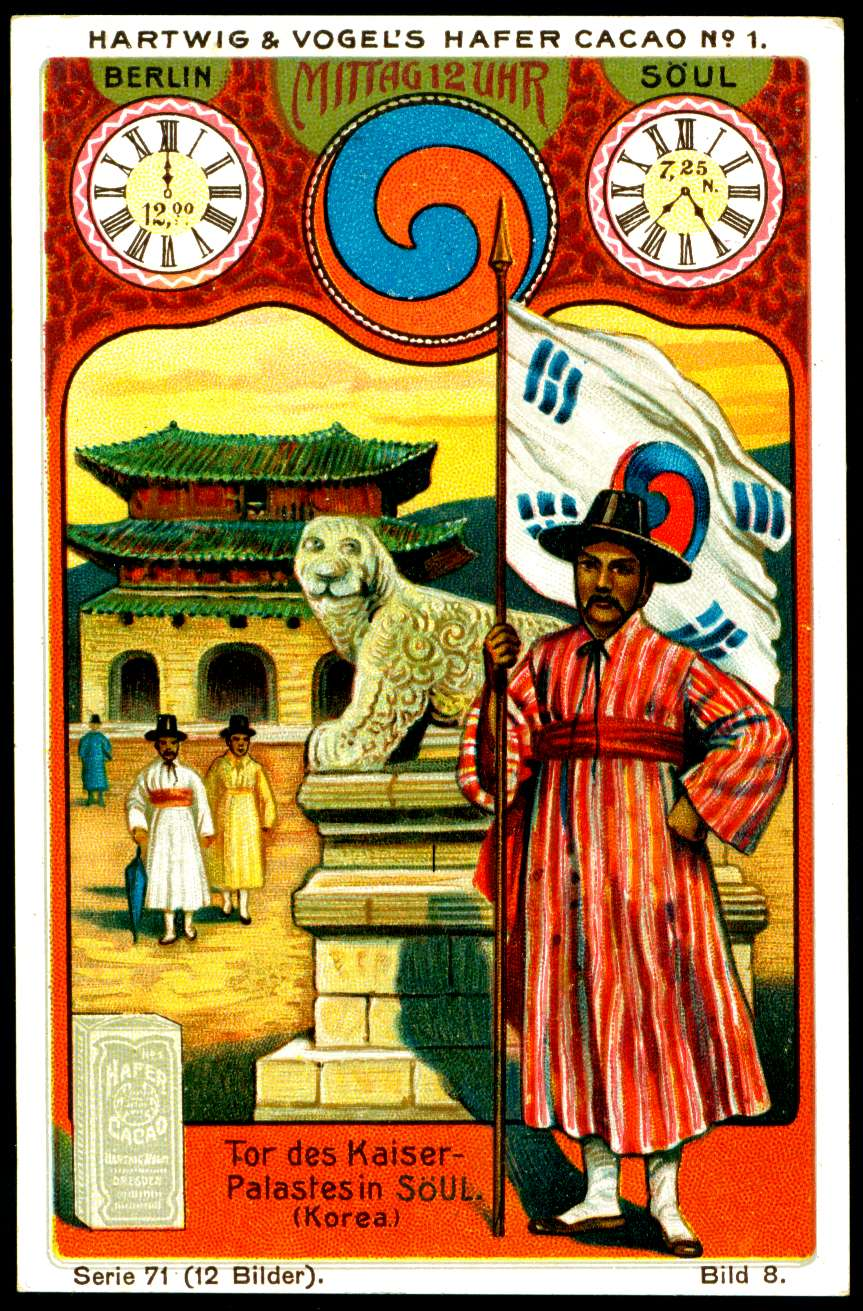

## Zweiter Weltkrieg
Während des Zweiten Weltkriegs gab es in Deutschland einen Einfuhrstopp für Kakao. Süßwarenfabriken mussten für den Krieg produzieren. Hartwig & Vogel stellte Zünder her. Während der Bombenangriffe auf Dresden im April 1945 wurde auch das Fabrikgelände von Hartwig & Vogel schwer beschädigt.

## Enteignung
Am 1. Juli 1948 wurde die Hartwig & Vogel Aktiengesellschaft auf Befehl der Sowjetischen Militäradministration in Deutschland enteignet. Damals waren 289 Mitarbeiter mit Schokoladenherstellung beschäftigt. Es gab Grundstücke in der Rosenstraße 32, in der Ammonstraße 86 und in der Freiberger Straße 25, 27 und 29.

## Ostdeutschland
Hartwig und Vogel wurde als VEB Tell (dann Werk Tell) der VVB Süßwarenindustrie zugeordnet. Werk Tell des VVB Süßwarenindustrie wurde 1954 als Werks-Teil I dem VEB Dresdner Süßwarenfabriken „Elbflorenz“ zugeteilt. Ab 1980 war der Betriebsteil über den VEB Dresdner Süßwarenfabriken Teil des Kombinats Süßwaren. Nach der Wende wurde 1991 das Gelände an der Kreuzung Freiberger Straße/Ammonstraße von der Elbflorenz Grundstücksgesellschaft (von der Immobiliengesellschaft Büll & Liedtke übernommen) abgerissen und 1993 das Welthandelszentrum Dresden errichtet.

## Westdeutschland
Die Firma Kant schloss sich 1945 mit der verbliebenen „Schokoladenfabrik Hartwig & Vogel AG“ aus Dresden zusammen. In Einbeck wurde die Kant-Hartwig-Vogel AG gegründet, die 1957 wieder verschwand.

## Tell-Apfel nach 2008
Im Jahr 2008 übernahm die Firma Rübezahl in Dettingen die Marke Gubor und mit ihr den Tell-Apfel. Die 18 Stück Schokolade (1928: 20 Stück; 1961: 12 Stück) gibt es 2013 in Vollmilchschokolade und Zartbitterschokolade, als Glücksapfel, als Liebesapfel und als Winterapfel, der wiederum mit Orangen-, Lebkuchen- oder Haselnussgeschmack. Der Markenschutz gilt bis zum 30. Juni 2017.

## Belege
1. ↑  Marke Tell APFEL ZERLEGBARER SCHOKOLADEN APFEL VOLLMILCH; 1957 (Memento des Originals vom 28. März 2016 im Internet Archive)  Info: Der Archivlink wurde automatisch eingesetzt und noch nicht geprüft. Bitte prüfe Original- und Archivlink gemäß Anleitung und entferne dann diesen Hinweis.
2. ↑  http://www.stadtwikidd.de/wiki/Heinrich_Vogel
3. ↑  Adreß- und Geschäfts-Handbuch der Königlichen Haupt- und Residenzstadt Dresden für das Jahr 1869
4. ↑  Jochen Mueller, Dresden
5. ↑  Dr. Ferdinand Springmühl (Hrsg.): Allgemeine illustrierte Industrie- und Kunst-Zeitung. Nr. 28 & 29. Leipzig 1875, S. 347.
6. ↑  Christoph Sandler: Handbuch der Leistungsfähigkeit der gesammten Industrie Deutschlands, Oesterreichs, Elsass-Lothringens und der Schweiz, 2. Band, Verlag von Herm. Wölfert´s Buchhandlung (1874), 2. Serie, Königreich Sachsen, S. 3
7. ↑  Tafel „Schokolade aus Automaten“ in der Ausstellung „Süßigkeiten aus Elbflorenz“ (Memento vom 20. Dezember 2013 im Internet Archive). Im Original publiziert auf bdsi.de am 17. Dezember 2013.
8. 1 2 3  Ich bin schockiert – Dem Nikolaus kann geholfen werden: in der Schokoladenstadt Dresden. In: Sächsische Zeitung, 7./8. Dezember 2013, Beilage Magazin, Seite M3
9. ↑  Hauptstaatsarchiv Dresden, Signatur 11540, Nr. 278
10. ↑  Hauptstaatsarchiv Dresden, Signatur 11548, Nr. 8
11. ↑  Uwe Hessel: Zur Industriegeschichte der Stadt Dresden von 1945 bis 1990. 2005 (Memento vom 12. Februar 2022 im Internet Archive)
12. ↑  Schokoladenstadt Dresden: Süßigkeiten aus Elbflorenz. ISBN 978-3-943444-23-0, S. 107, 109.